# Joseph Haydar
Joseph Haydar (Gran Líbano, 18 de noviembre de 1938 – 8 de octubre de 2024) fue un halterófilo y empresario australiano nacido en el Líbano.

## Carrera
Aunque nació en Gran Líbano su carrera en la halterofilia se dio en Bunbury, Australia Occidental donde logró clasificar a los Juegos Olímpicos de Tokio 1964 en la categoría de 75kg, donde terminó en el puesto 16 entre 19 participantes.
Al retirase de la halterofilia, en 1979 creó Joe's Pizza, una cadena de pizzerías en el lugar donde fundó la Casa Haydar en la ciudad donde creció y fue reconocido en la ciudad de Bunbury como el Rey de la Pizza.